# Bangsia
Bangsia is een geslacht van zangvogels uit de familie Thraupidae (tangaren). De naam is ter ere van de Amerikaanse zoöloog Outram Bangs.

## Soorten
Er zijn zes soorten:
- Bangsia arcaei  – Blauwgouden tangare
- Bangsia aureocincta  – Goudringtangare
- Bangsia edwardsi  – Groenrugtangare
- Bangsia flavovirens  – Zwartvoorhoofdtangare
- Bangsia melanochlamys  – Zwartgouden tangare
- Bangsia rothschildi  – Goudborsttangare